# Michael Moriarty
Michael Moriarty (Detroit, Míchigan; 5 de abril de 1941) es un actor y músico de jazz de origen estadounidense y posteriormente nacionalizado canadiense. Es conocido por haber interpretado al oficial de las SS Erik Dorf en la miniserie Holocausto y a Benjamin Stone en las primeras cuatro temporadas de la serie de televisión Law & Order.

## Primeros años
Moriarty tiene ascendencia irlandesa-estadounidense.
Es hijo de Elinor Paul y del cirujano George Moriarty.
Su abuelo, George Moriarty, fue beisbolista y entrenador en las grandes ligas durante casi 40 años.
Moriarty asistió a la escuela media en la Escuela Cranbrook, en Bloomfield Hills, y a la escuela secundaria (high school) en la Secundaria Jesuita de la Universidad de Detroit.
En 1963 ingresó en la universidad de Dartmouth, donde estudió teatro. Después de recibir su título, recibió una beca Fulbright que le permitió matricularse en la London Academy of Music and Dramatic Art (Academia Londinense de Música y Arte Dramático), en Londres (Reino Unido).

## Carrera de actor
En 1973, Moriarty fue elegido para el papel del egocéntrico Henry Wiggen en la película Bang the Drum Slowly, una película sobre la improbable amistad entre dos compañeros de equipo de béisbol ―su compañero era Robert De Niro, un jugador de béisbol algo tonto que termina como enfermo terminal. Ese mismo año, protagonizó una adaptación de la película de televisión The Glass Menagerie (El zoo de cristal), adaptación de la obra de teatro homónima de Tennessee Williams, con Katharine Hepburn. Casualmente, la película también contó con Sam Waterston, que décadas más tarde reemplazaría a Moriarty como el fiscal de Law & Order. En El zoo de cristal, Moriarty interpretó a Jim mientras que Waterston interpretó al hijo, Tom. Su trabajo le valió a Moriarty un premio Emmy como mejor actor de reparto.
En 1974, Moriarty protagonizó la película Report to the Commissioner como el detective novato Bo Lockley.
En 1974, Moriarty ganó un premio Tony por su interpretación en la obra Find Your Way Home (Encuentra tu camino a casa). Su carrera en la televisión se desarrolló con lentitud, mientras que su carrera teatral fue rápida y floreciente. En la miniserie de televisión Holocausto interpretó el papel de un oficial alemán de las SS, que le valió otro premio Emmy.
En los años ochenta, Moriarty protagonizó varias películas de Larry Cohen como Q - The Winged Serpent, The Stuff, It's Alive III: Island of the Alive y A Return to Salem's Lot (y mucho más tarde, apareció en el episodio "Pick Me Up" de la serie Masters of Horror, que fue dirigido por Larry Cohen). También actuó en El jinete pálido (de Clint Eastwood) y Hanoi Hilton. En 1986 actuó en la película de ciencia ficción Troll, interpretando el papel de Harry Potter Sr. (que no guarda ninguna relación con la serie de Harry Potter de 2001).
De 1990 a 1994 Moriarty interpretó el papel de Ben Stone en Law & Order. En 1994 abandonó el programa, alegando que lo hacía por haber dicho que demandaría a la fiscal general Janet Reno, quien había afirmado que la serie era ofensivamente violenta. Moriarty criticó el comentario de Reno, y afirmó que ella no sólo quería censurar series como Law & Order, sino también otras series como Murder, she wrote. Más tarde, Moriarty acusó a Dick Wolf ―productor ejecutivo y creador de Law & Order― de no tomar en serio sus preocupaciones, y afirmó que Wolf y otros ejecutivos de la cadena de televisión le estaban haciendo caso a las quejas de la fiscal Janet Reno en el tema de la violencia en la televisión. El 20 de septiembre de 1994, en el programa televisivo The Howard Stern Show, Moriarty hizo una oferta a la empresa NBC, alegando que regresaría a su papel en la serie solo si despedían a Dick Wolf. Moriarty publicó un anuncio de página completa en una revista especializada de Hollywood, solicitando a sus compañeros actores que se movilizaran junto a él para plantar cara a los intentos de censurar los contenidos del programa de televisión. Posteriormente escribió y publicó The Gift of Stern Angels (El regalo de los ángeles severos), un relato de esa época de su vida.
Wolf y otras personas que trabajaron en Law & Order cuentan una historia diferente, sin embargo. El 18 de noviembre de 1993, Moriarty y Wolf, junto con otros ejecutivos de la cadena, se reunieron con la fiscal Janet Reno para disuadirla de apoyar cualquier ley que censurara la serie. Wolf dijo que Moriarty reaccionó exageradamente ante el efecto que una ley pudiera tener realmente sobre la serie. Los productores de Law & Order afirman que se vieron obligados a retirar a Moriarty de la serie a causa de su «comportamiento errático». Un ejemplo de ello al parecer ocurrió durante la filmación del episodio «Breeder», en el que ―según el director del episodio, Arthur Forney― Moriarty fue incapaz de decir sus frases con la cara seria. Funcionarios de la serie y de la cadena niegan cualquier conexión entre la salida de Moriarty y la fiscal Janet Reno. Wolf además niega que desde 1994 la serie se haya vuelto menos violenta, gráfica o controvertida.
En los siguientes años, Moriarty actuó en Psi Factor: Crónicas de lo paranormal, Terremoto en Nueva York, The Last Detail, Courage Under Fire, Along Came a Spider, Shiloh, Shiloh 2: Shiloh Season, Emily of New Moon y James Dean, por la que ganó su tercer premio Emmy.
En 2007 debutó con su primer largometraje como guionista e interpretó el papel de un hombre que piensa que es Adolf Hitler en Hitler Meets Christ.

## Carrera musical
Además de su carrera como actor, Moriarty es un pianista semiprofesional de jazz y cantante, así como un compositor de música clásica. Ha grabado tres álbumes de jazz (aunque el primero, Reaching Out, quedó inédito). Ha actuado en vivo con regularidad, tanto en Nueva York como en Vancouver, con un trío y un quinteto de jazz.

[Moriarty es] Un pianista de jazz de considerable habilidad, un cantante singular con más de una personalidad vocal, y un escritor de excéntricas canciones jazzeras.
[Moriarty is] A jazz pianist of considerable skill, an oddball singer with more than one vocal personality, and a writer of eccentric, jivey jazz songs.
Stephen Holden, crítico del diario New York Times (1990)

## Política
Moriarty es políticamente activo, y se describe como «centrista», y a veces como «realista».
Moriarty anunció su intención de postularse a la presidencia en 2008 en una entrevista en la edición de noviembre de 2005 de la revista Northwest Jazz Profile, pero nunca declaró formalmente su candidatura.
Más tarde apoyó al actor republicano Fred Thompson (1942-) ―que también trabajó en Law & Order― en su candidatura a la presidencia.
Ha sido un colaborador frecuente de numerosas columnas políticas en el Journal of Conservativism, de ESR (Enter Stage Right: ingrese al escenario por la derecha).

## Vida personal
Poco después de salir de La ley y el orden, Moriarty se mudó a Canadá, y afirmó ser un «exiliado político». Vivió durante un tiempo en Halifax (Nueva Escocia), donde obtuvo la ciudadanía canadiense, y en Toronto (Ontario). Finalmente se estableció en Vancouver (Columbia Británica).
Moriarty vive en Maple Ridge (Columbia Británica), donde todavía actúa, escribe y toca música. En el blog Enter Stage Right (ingrese al escenario por la derecha), Moriarty escribió que era un «muy mal bebedor», pero que desde 2001 ha estado sobrio.